# 劉易斯維爾 (明尼蘇達州)
劉易斯維爾（英語：Lewisville）是一個位於美國明尼蘇達州沃通旺縣的城市。

## 歷史
劉易斯維爾於1899年設立，1902年升格為城市，得名自當地地主劉易斯家族。劉易斯維爾的郵局自1899年營運至今。

## 人口
根據2020年美國人口普查的數據，劉易斯維爾的面積為0.64平方千米，皆為陸地。當地共有人口204人，而人口密度為每平方千米319人。